# Darren McCarty
Darren McCarty, né le 1er avril 1972 à Burnaby au Canada, est un joueur professionnel de hockey sur glace ayant joué en LNH pour les Red Winds de Détroit et les Flames de Calgary en Ligue nationale de hockey.

## Carrière
Choisi à la 16e position de la draft 1992 par les Red Wings de Détroit, il y jouera 11 saisons avant de rejoindre les Flames de Calgary en 2006.
Il a une réputation de joueur agressif, notamment à l'époque des Wings : accompagné par Kris Draper et Kirk Maltby, à la place de Joe Kocur, ils forment une ligne crainte en LNH, la « Grind Line ».
Il restera aussi comme l'un des principaux acteurs de la bagarre contre l'Avalanche du Colorado, lors des séries éliminatoires 1996-1997.
Il a également gagné quatre coupe Stanley avec Detroit en 1997, 1998, 2002 et 2008.
En 2005 il rejoint les Flames de Calgary. Après deux saisons au Canada, il quitte Calgary pour soigner une blessure au dos, en plus d'avoir vu son niveau de jeu baisser avec les blessures et des problèmes de dépendance à l'alcool qui l'écartent des patinoires pour un temps.
Après un an sans avoir évolué dans la LNH, il signe un contrat avec les Red Wings de Détroit qu'il retrouve après 3 ans d’absence. Attaché à l'équipe et apprécié du public local, son contrat porte sur 1 an et 450.000 dollars. Cette année, les Wings atteignent la finale de la Coupe Stanley, battus 4 matches à 3 par les Penguins de Pittsburgh.

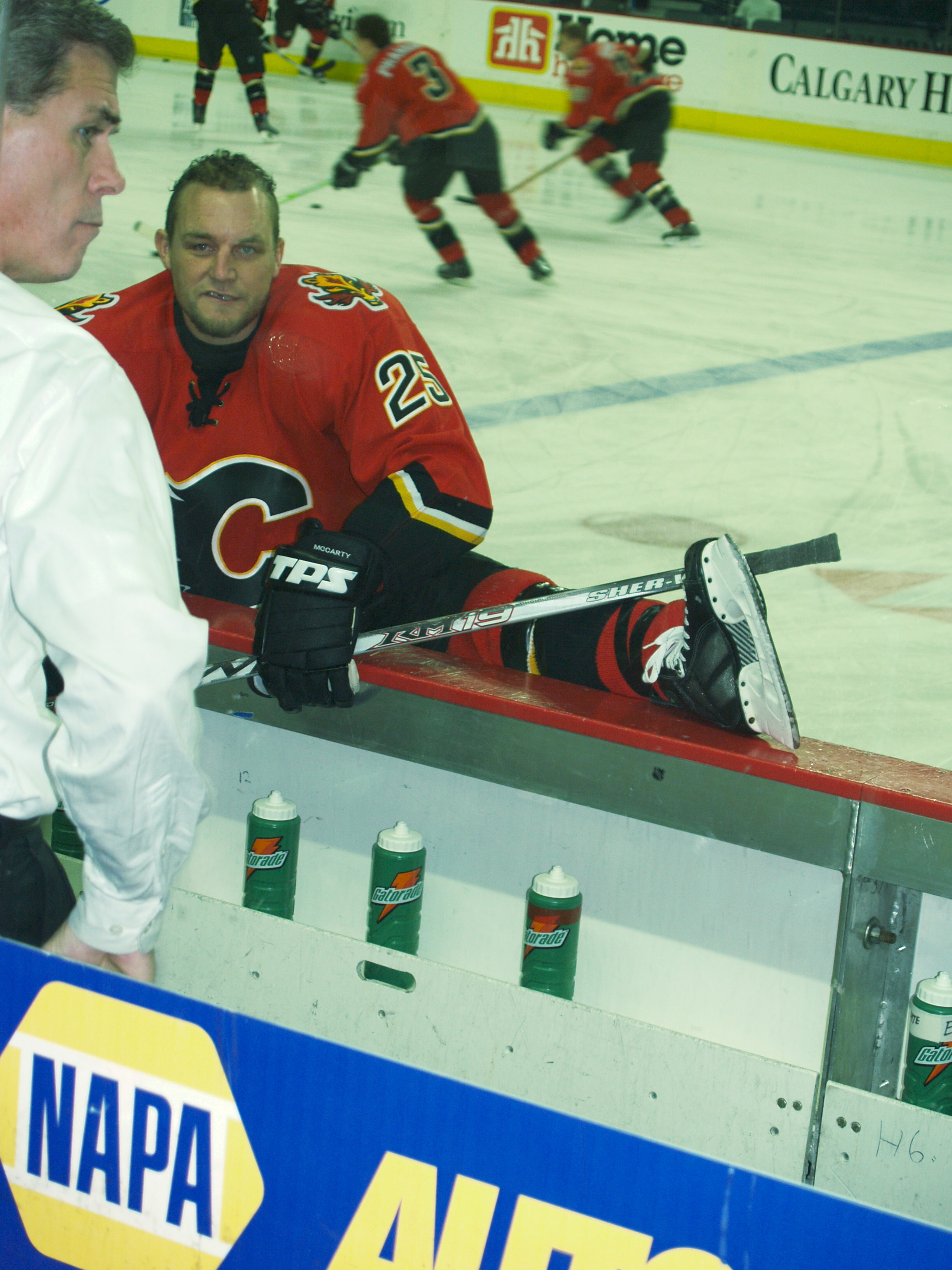
Darren McCarty des Flames de Calgary

## Statistiques
Pour les significations des abréviations, voir Statistiques du hockey sur glace.
| Saison     | Équipe                    | Ligue      |     | Saison régulière | Saison régulière | Saison régulière | Saison régulière | Saison régulière |    | Séries éliminatoires | Séries éliminatoires | Séries éliminatoires | Séries éliminatoires | Séries éliminatoires |
| Saison     | Équipe                    | Ligue      | PJ  | B                | A                | Pts              | Pun              | PJ               | B  | A                    | Pts                  | Pun                  |                      |                      |
| 1989-1990  | Bulls de Belleville       | LHO        | 63  | 12               | 15               | 27               | 142              | 11               | 1  | 1                    | 2                    | 21                   |                      |                      |
| 1990-1991  | Bulls de Belleville       | LHO        | 60  | 30               | 37               | 67               | 151              | 6                | 2  | 2                    | 4                    | 13                   |                      |                      |
| 1991-1992  | Bulls de Belleville       | LHO        | 65  | 55               | 72               | 127              | 177              | 5                | 1  | 4                    | 5                    | 13                   |                      |                      |
| 1992-1993  | Red Wings de l'Adirondack | LAH        | 73  | 17               | 19               | 36               | 278              | 11               | 0  | 1                    | 1                    | 33                   |                      |                      |
| 1993-1994  | Red Wings de Détroit      | LNH        | 67  | 9                | 17               | 26               | 181              | 7                | 2  | 2                    | 4                    | 8                    |                      |                      |
| 1994-1995  | Red Wings de Détroit      | LNH        | 31  | 5                | 8                | 13               | 88               | 18               | 3  | 2                    | 5                    | 14                   |                      |                      |
| 1995-1996  | Red Wings de Détroit      | LNH        | 63  | 15               | 14               | 29               | 158              | 19               | 3  | 2                    | 5                    | 20                   |                      |                      |
| 1996-1997  | Red Wings de Détroit      | LNH        | 68  | 19               | 30               | 49               | 126              | 20               | 3  | 4                    | 7                    | 34                   |                      |                      |
| 1997-1998  | Red Wings de Détroit      | LNH        | 71  | 15               | 22               | 37               | 157              | 22               | 3  | 8                    | 11                   | 34                   |                      |                      |
| 1998-1999  | Red Wings de Détroit      | LNH        | 69  | 14               | 26               | 40               | 108              | 10               | 1  | 1                    | 2                    | 23                   |                      |                      |
| 1999-2000  | Red Wings de Détroit      | LNH        | 24  | 6                | 6                | 12               | 48               | 9                | 0  | 1                    | 1                    | 12                   |                      |                      |
| 2000-2001  | Red Wings de Détroit      | LNH        | 72  | 12               | 10               | 22               | 123              | 6                | 1  | 0                    | 1                    | 2                    |                      |                      |
| 2001-2002  | Red Wings de Détroit      | LNH        | 62  | 5                | 7                | 12               | 98               | 23               | 4  | 4                    | 8                    | 34                   |                      |                      |
| 2002-2003  | Red Wings de Détroit      | LNH        | 73  | 13               | 9                | 22               | 138              | 4                | 0  | 0                    | 0                    | 6                    |                      |                      |
| 2003-2004  | Red Wings de Détroit      | LNH        | 43  | 6                | 5                | 11               | 50               | 12               | 0  | 1                    | 1                    | 7                    |                      |                      |
| 2005-2006  | Flames de Calgary         | LNH        | 67  | 7                | 6                | 13               | 117              | 7                | 2  | 0                    | 2                    | 15                   |                      |                      |
| 2006-2007  | Flames de Calgary         | LNH        | 32  | 0                | 0                | 0                | 58               | -                | -  | -                    | -                    | -                    |                      |                      |
| 2007-2008  | Generals de Flint         | LIH        | 11  | 3                | 3                | 6                | 30               | -                | -  | -                    | -                    | -                    |                      |                      |
| 2007-2008  | Griffins de Grand Rapids  | LAH        | 13  | 5                | 5                | 10               | 21               | -                | -  | -                    | -                    | -                    |                      |                      |
| 2007-2008  | Red Wings de Détroit      | LNH        | 3   | 0                | 1                | 1                | 2                | 17               | 1  | 1                    | 2                    | 19                   |                      |                      |
| 2008-2009  | Red Wings de Détroit      | LNH        | 13  | 1                | 0                | 1                | 25               | -                | -  | -                    | -                    | -                    |                      |                      |
| 2008-2009  | Griffins de Grand Rapids  | LAH        | 19  | 5                | 6                | 11               | 21               | 10               | 3  | 1                    | 4                    | 8                    |                      |                      |
| Totaux LNH | Totaux LNH                | Totaux LNH | 758 | 127              | 161              | 288              | 1477             | 174              | 23 | 26                   | 49                   | 228                  |                      |                      |